# Список губернаторов Мичигана
Губерна́тор Мичига́на (англ. Governor of Michigan) — глава исполнительной ветви власти штата Мичиган и главнокомандующий ополчением штата. Губернатор обязан следить за исполнением законов штата; он имеет право: одобрять принятые законодательным собранием штата финансовые законопроекты или накладывать на них вето; созывать законодательное собрание; а также осуществлять помилование, кроме дел об отрешении от должности. Кроме того, он наделен правом реорганизации исполнительной ветви власти штата.
Первоначально Мичиган был частью французских и британских земельных заимствований, и управлялся соответствующими колониальными губернаторами. Когда Мичиган вошел в состав США, различные районы, ныне входящие в состав штата, были частями Северо-Западной территории, территории Индиана и территории Иллинойс соответственно, и управлялись соответствующими территориальными губернаторами. В 1805 году была учреждена территория Мичиган, пост губернатора которой занимали пять человек, пока в 1837 году Мичиган не стал штатом. Всего должность губернатора штата занимали 48 человек. Первым губернатором-женщиной стала Дженнифер Грэнхолм, её избрали в 2003 году.
После того, как Мичиган вошел в состав США, губернаторы занимали должность в течение двухлетнего срока, пока редакция конституции Мичигана 1963 года не изменила срок на четыре года. Число сроков, в течение которых должность могло занимать одно лицо, было неограниченным, пока принятая в 1992 году поправка к конституции штата не установила пожизненное ограничение в размере двух четырёхлетних сроков. Дольше всех прослужил Уильям Милликен, которого повысили с вице-губернатора после отставки Джорджа Ромни, а затем избрали на три срока подряд.

## Губернаторы
Мичиган был частью колониальной Новой Франции, пока условия Парижского договора 1763 года не передали право собственности Королевству Великобритания. В то время Мичиган управлялся генерал-лейтенантами Новой Франции до 1627 года, губернаторами Новой Франции в период с 1627 по 1663 год, и, наконец — генерал-губернаторами Новой Франции до перехода к Великобритании. По условиям Парижского мира 1783 года современная территория Мичигана уступалась США в рамках окончания Войны за независимость, но Британские войска не были выведены с территории до 1896 года. Во время британского владения английские губернаторы управляли территорией как частью канадских участков.
До того как Мичиган стал самостоятельной территорией, его части управлялись губернаторами Северо-Западной территории, губернаторами территории Индиана и губернаторами территории Иллинойс. 30 июня 1805 года была учреждена территория Мичиган во главе с генералом Уильямом Халлом в качестве первого территориального губернатора.

### Губернаторы территории Мичиган
| № | Портрет | Губернатор           | Вступил в должность | Покинул должность | Кем назначен     | Примечания |
| - | ------- | -------------------- | ------------------- | ----------------- | ---------------- | ---------- |
| 1 |         | Уильям Халл          | 1 марта 1805        | 29 октября 1813   | Томас Джефферсон |            |
| 2 |         | Льюис Касс           | 29 октября 1813     | 6 августа 1831    | Джеймс Мэдисон   |            |
| 3 |         | Джордж Брайан Портер | 6 августа 1831      | 6 июля 1834       | Эндрю Джексон    | [ К 1 ]    |
| 4 |         | Стивенс Мэйсон       | 6 июля 1834         | 19 сентября 1835  | —                | [ К 2 ]    |
| 5 |         | Джон Хорнер          | 19 сентября 1835    | 3 июля 1836       | Эндрю Джексон    | [ К 3 ]    |

### Губернаторы штата Мичиган
Мичиган был принят в состав США 26 января 1837 года. Первоначальная редакция конституции штата 1835 года предусматривала выборы губернатора и вице-губернатора каждые два года. Действующая (четвертая) редакция конституции штата 1963 года увеличила этот срок до четырёх лет. Ограничения по числу сроков не было, пока поправка к конституции штата, вступившая в силу в 1993 году, не ограничила губернаторов двумя сроками.
Если должность губернатора станет вакантной, то вице-губернатор станет губернатором, за ним по порядку преемственности следуют секретарь штата и генеральный прокурор. До вступления в силу действующей редакции конституции штата должностные обязанности губернатора переходили к вице-губернатору, но губернатором он не становился. Срок губернатора начинается в полдень 1 января года, следующего за годом выборов. Также до вступления в силу действующей редакции конституции штата губернатор и вице-губернатор избирались отдельно и могли представлять разные партии. С 1963 года голоса подаются и за губернатора и за вице-губернатора из той же самой партии.
 Демократическая партия (18)
 Республиканская партия (28)
 Партия вигов (2)
| №  | Портрет             | Губернатор | Губернатор         | Вступил в должность | Покинул должность | Вице-губернатор | Вице-губернатор       | Примечания |
| -- | ------------------- | ---------- | ------------------ | ------------------- | ----------------- | --------------- | --------------------- | ---------- |
| 1  |                     |            | Стивенс Мэйсон     | 3 ноября 1835       | 7 января 1840     |                 | Эдвард Манди          |            |
| 2  |                     |            | Уильям Вудбридж    | 7 января 1840       | 23 февраля 1841   |                 | Джеймс Райт Гордон    | [ К 4 ]    |
| 3  |                     |            | Джеймс Райт Гордон | 23 февраля 1841     | 3 января 1842     |                 | Томас Дрэйк           | [ К 5 ]    |
| 4  |                     |            | Джон Бэрри         | 3 января 1842       | 5 января 1846     |                 | Ориджен Ричардсон     |            |
| 5  |                     |            | Альфеус Фелч       | 5 января 1846       | 3 марта 1847      |                 | Уильям Гринли         | [ К 4 ]    |
| 6  |                     |            | Уильям Гринли      | 4 марта 1847        | 3 января 1848     |                 | Чарльз Буш            | [ К 5 ]    |
| 7  |                     |            | Эпафродитус Рэнсом | 3 января 1848       | 7 января 1850     |                 | Уильям Фентон         |            |
| 8  |                     |            | Джон Бэрри         | 7 января 1850       | 1 января 1852     |                 | Уильям Фентон         |            |
| 9  |                     |            | Роберт Маклеллэнд  | 1 января 1852       | 7 марта 1853      |                 | Кэлвин Бритэйн        | [ К 7 ]    |
| 9  | Эндрю Парсонс       |            | Роберт Маклеллэнд  | 1 января 1852       | 7 марта 1853      |                 |                       | [ К 7 ]    |
| 10 |                     |            | Эндрю Парсонс      | 8 марта 1853        | 3 января 1855     |                 | Джордж Грисуолд       | [ К 5 ]    |
| 11 |                     |            | Кинсли Бингем      | 3 января 1855       | 5 января 1859     |                 | Джордж Коу            |            |
| 12 |                     |            | Мозес Уиснер       | 5 января 1859       | 2 января 1861     |                 | Эдмунд Фэйрфилд       |            |
| 13 |                     |            | Остин Блэр         | 2 января 1861       | 3 января 1865     |                 | Джеймс Бёрни          |            |
| 13 | Джозеф Уильямс      |            | Остин Блэр         | 2 января 1861       | 3 января 1865     |                 |                       |            |
| 13 | Генри Бэкес         |            | Остин Блэр         | 2 января 1861       | 3 января 1865     |                 |                       |            |
| 13 | Чарльз Мэй          |            | Остин Блэр         | 2 января 1861       | 3 января 1865     |                 |                       |            |
| 14 |                     |            | Генри Крэпо        | 3 января 1865       | 6 января 1869     |                 | Эбенезер Гросвенор    |            |
| 14 | Дуайт Мэй           |            | Генри Крэпо        | 3 января 1865       | 6 января 1869     |                 |                       |            |
| 15 |                     |            | Генри Болдуин      | 6 января 1869       | 1 января 1873     |                 | Морган Бэйтс          |            |
| 16 |                     |            | Джон Бэгли         | 1 января 1873       | 3 января 1877     |                 | Генри Холт            |            |
| 17 |                     |            | Чарльз Кросуэлл    | 3 января 1877       | 1 января 1881     |                 | Алонзо Сешнс          |            |
| 18 |                     |            | Дэвид Джером       | 1 января 1881       | 1 января 1883     |                 | Моро Кросби           |            |
| 19 |                     |            | Джозиа Бигоул      | 1 января 1883       | 1 января 1885     |                 | Моро Кросби           |            |
| 20 |                     |            | Расселл Элджер     | 1 января 1885       | 1 января 1887     |                 | Арчибальд Баттарс     |            |
| 21 |                     |            | Сайрус Люс         | 1 января 1887       | 1 января 1891     |                 | Джеймс Макдональд     |            |
| 21 | Уильям Болл         |            | Сайрус Люс         | 1 января 1887       | 1 января 1891     |                 |                       |            |
| 22 |                     |            | Эдвин Уинэнс       | 1 января 1891       | 1 января 1893     |                 | Джон Стронг           |            |
| 23 |                     |            | Джон Тайлер Рич    | 1 января 1893       | 1 января 1897     |                 | Дж. Гиддингс          |            |
| 23 | Альфред Милнз       |            | Джон Тайлер Рич    | 1 января 1893       | 1 января 1897     |                 |                       |            |
| 23 | Джозеф Маклафлин    |            | Джон Тайлер Рич    | 1 января 1893       | 1 января 1897     |                 |                       |            |
| 24 |                     |            | Хэйзен Пингри      | 1 января 1897       | 1 января 1901     |                 | Томас Данстэн         |            |
| 24 | Оррин Робинсон      |            | Хэйзен Пингри      | 1 января 1897       | 1 января 1901     |                 |                       |            |
| 25 |                     |            | Аарон Блисс        | 1 января 1901       | 1 января 1905     |                 | Оррин Робинсон        |            |
| 25 | Александер Мэйтлэнд |            | Аарон Блисс        | 1 января 1901       | 1 января 1905     |                 |                       |            |
| 26 |                     |            | Фред Уорнер        | 1 января 1905       | 2 января 1911     |                 | Александер Мэйтлэнд   |            |
| 26 | Патрик Келли        |            | Фред Уорнер        | 1 января 1905       | 2 января 1911     |                 |                       |            |
| 27 |                     |            | Чейз Осборн        | 2 января 1911       | 1 января 1913     |                 | Джон Росс             |            |
| 28 |                     |            | Вудбридж Фэррис    | 1 января 1913       | 1 января 1917     |                 | Джон Росс             |            |
| 28 | Льюрен Дикинсон     |            | Вудбридж Фэррис    | 1 января 1913       | 1 января 1917     |                 |                       |            |
| 29 |                     |            | Альберт Слипер     | 1 января 1917       | 1 января 1921     |                 | Льюрен Дикинсон       |            |
| 30 |                     |            | Алекс Гросбек      | 1 января 1921       | 1 января 1927     |                 | Томас Рид             |            |
| 30 | Джордж Уэлш         |            | Алекс Гросбек      | 1 января 1921       | 1 января 1927     |                 |                       |            |
| 31 |                     |            | Фред Грин          | 1 января 1927       | 1 января 1931     |                 | Льюрен Дикинсон       |            |
| 32 |                     |            | Уилбер Брукер      | 1 января 1931       | 1 января 1933     |                 | Льюрен Дикинсон       |            |
| 33 |                     |            | Уильям Комсток     | 1 января 1933       | 1 января 1935     |                 | Аллен Э. Стеббинс     |            |
| 34 |                     |            | Фрэнк Фицджеральд  | 1 января 1935       | 1 января 1937     |                 | Томас Рид             |            |
| 35 |                     |            | Фрэнк Мерфи        | 1 января 1937       | 1 января 1939     |                 | Лео Новицки           |            |
| 36 |                     |            | Фрэнк Фицджеральд  | 1 января 1939       | 16 марта 1939     |                 | Льюрен Дикинсон       | [ К 8 ]    |
| 37 |                     |            | Льюрен Дикинсон    | 16 марта 1939       | 1 января 1941     |                 | Матильда Додж Вильсон | [ К 5 ]    |
| 38 |                     |            | Мюррей Вэн Уэгонер | 1 января 1941       | 1 января 1943     |                 | Фрэнк Мёрфи           |            |
| 39 |                     |            | Гарри Келли        | 1 января 1943       | 1 января 1947     |                 | Юджин Киз             |            |
| 39 | Вернон Браун        |            | Гарри Келли        | 1 января 1943       | 1 января 1947     |                 |                       |            |
| 40 |                     |            | Ким Сиглер         | 1 января 1947       | 1 января 1949     |                 | Юджин Киз             |            |
| 41 |                     |            | Герхард Уильямс    | 1 января 1949       | 1 января 1961     |                 | Джон Коннолли         |            |
| 41 | Уильям Вэнденберг   |            | Герхард Уильямс    | 1 января 1949       | 1 января 1961     |                 |                       |            |
| 41 | Чарльз А. Райд      |            | Герхард Уильямс    | 1 января 1949       | 1 января 1961     |                 |                       |            |
| 41 | Филип Харт          |            | Герхард Уильямс    | 1 января 1949       | 1 января 1961     |                 |                       |            |
| 41 | Джон Суэйнсон       |            | Герхард Уильямс    | 1 января 1949       | 1 января 1961     |                 |                       |            |
| 42 |                     |            | Джон Суэйнсон      | 1 января 1961       | 1 января 1963     |                 | Таддеус Джон Лесински |            |
| 43 |                     |            | Джордж Ромни       | 1 января 1963       | 22 января 1969    |                 | Таддеус Джон Лесински | [ К 9 ]    |
| 43 | Уильям Милликен     |            | Джордж Ромни       | 1 января 1963       | 22 января 1969    |                 |                       | [ К 9 ]    |
| 44 |                     |            | Уильям Милликен    | 22 января 1969      | 1 января 1983     |                 | Томас Швайгерт        | [ К 10 ]   |
| 44 | Джеймс Брикли       |            | Уильям Милликен    | 22 января 1969      | 1 января 1983     |                 |                       | [ К 10 ]   |
| 44 | Джеймс Дэннэм       |            | Уильям Милликен    | 22 января 1969      | 1 января 1983     |                 |                       | [ К 10 ]   |
| 44 | Джеймс Брикли       |            | Уильям Милликен    | 22 января 1969      | 1 января 1983     |                 |                       | [ К 10 ]   |
| 45 |                     |            | Джеймс Бланшар     | 1 января 1983       | 1 января 1991     |                 | Марта Гриффитс        |            |
| 46 |                     |            | Джон Энглер        | 1 января 1991       | 1 января 2003     |                 | Конни Бинсфилд        | [ К 11 ]   |
| 46 | Дик Постумус        |            | Джон Энглер        | 1 января 1991       | 1 января 2003     |                 |                       | [ К 11 ]   |
| 47 |                     |            | Дженнифер Грэнхолм | 1 января 2003       | 1 января 2011     |                 | Джон Черри            |            |
| 48 |                     |            | Рик Снайдер        | 1 января 2011       | 1 января 2019     |                 | Брайан Кэлли          |            |
| 49 |                     |            | Гретхен Уитмер     | 1 января 2019       | Действующий       |                 | Гарлин Джилкрайст     |            |

## Другие должности губернаторов
Некоторые губернаторы также занимали другие должности в органах власти штатов, а также должности федерального уровня. Другие служили послами, министрами и судьями.
* Должности, ради которых губернатор подал в отставку
| Губернатор        | Срок                        | Должности | Ист.   |
| ----------------- | --------------------------- | --- | ------ |
| Льюис Кэсс        | 1813-1831 (территориальный) | Временный президент Сената, Посол США во Франции, Военный министр, Государственный секретарь, кандидат в президенты США (1848) | [ 22 ] |
| Уильям Вудбридж   | 1840-1841                   | Территориальный делегат | [ 23 ] |
| Роберт Маклеллэнд | 1852-1853                   | Министр внутренних дел США* | [ 24 ] |
| Рассел Элджер     | 1885-1887                   | Военный министр США | [ 25 ] |
| Уилбер Брукер     | 1931-1933                   | Министр армии США | [ 26 ] |
| Френк Мерфи       | 1937-1939                   | Верховный комиссар Филиппин, Генеральный прокурор США, Член Верховного суда США, Генерал-губернатор Филиппин                   | [ 27 ] |
| Герхард Уильямс   | 1949-1961                   | Посол США на Филиппинах, член Верховного суда Мичигана                                                                         | [ 28 ] |
| Джордж Ромни      | 1963-1969                   | Министр жилищного строительства и городского развития США*                                                                     | [ 29 ] |
| Джеймс Бланшар    | 1983-1991                   | Посол США в Канаде | [ 30 ] |

### Комментарии
1. ↑  Умер в должности.[11]
2. ↑  Будучи секретарем территории, Мэйсон был уполномочен стать исполняющим обязанности губернатора, хотя формальной преемственности не было и официально его губернатором не назначали.[11]
3. 1 2  Хорнера назначили секретарем территории и исполняющим обязанности губернатора на замену Стивенса Мэйсона. В октябре 1835 года Мичиган одобрил конституцию штата и избрал Мэйсона губернатором нового штата, хотя Конгресс не признавал штата до 1837 года. Хорнера население Мичигана большей частью игнорировало, и в июле 1836 года он подал в отставку ради должности секретаря территории Висконсин.[12]
4. 1 2  Подал в отставку ради места в Сенате.[11]
5. 1 2 3 4  Будучи вице-губернатором, исполнял обязанности губернатора в течение остатка срока предшественника.[11]
6. ↑  После того, как в 1850 году был составлен проект конституции штата, Мааклелланда избрали на один годовой срок в 1851 году. Затем в 1852 году его переизбрали на полный двухлетний срок.[20]
7. ↑  Подал в отставку ради должности министра внутренних дел США.[11]
8. ↑  Умер в должности.[11]
9. ↑  Подал в отставку ради должности министра жилищного строительства и городского развития США.[11]
10. ↑  Будучи вице-губернатором, исполнял обязанности губернатора в течение остатка срока предшественника, впоследствии был избран.[11]
11. ↑  Бинсфельд служил вице-губернаторов первые два срока Энглера, а Постумус — третий.[21]